# Kuriacziwka (hromada Starobielsk)
Kuriacziwka (ukr. Курячівка) – wieś na Ukrainie, w obwodzie ługańskim, w rejonie starobielskim, w hromadzie Starobielsk. W 2001 liczyła 850 mieszkańców, spośród których 787 wskazało jako ojczysty język ukraiński, 62 rosyjski, a 1 białoruski.